# 夏允彝
夏允彝（1596年—1645年），字彝仲，号瑗公，浙江嘉善县籍直隸華亭縣人（今上海市松江区）人，明末政治人物，诗人，抗清不成而自殺。隆武帝赠太子左春坊左庶子，谥文忠。子夏完淳亦為抗清烈士。

## 簡介
崇祯初年，陈子龙、夏允彝、徐孚远、彭宾、杜麟徵、周立勋六人组成文社畿社。萬曆四十六年（1618年）戊午科舉人，崇祯十年（1637年）丁丑科进士，通政司觀政，本年十二月任福建长乐县知县。後以母丧，回家“守制”。福王继位南京，六月升考功司主事。
明亡後避居曹溪。不久起兵抗清，允彝说服其門生吴志葵一起抗清，派先锋攻打苏州，吴志葵卻又臨陣退怯不敢戰，最後被清軍所殲滅。
允彝在曹溪家中得知好友侯峒曾、黄淳耀等皆殉難，又得知志葵全滅，便说：“谋人之军，师败，则死之。”弘光元年（1645年）九月十七日告別家人，投松塘（今华田泾支流居地）自尽。有绝命诗：“少受父训，长荷国恩，以身殉国，无愧忠贞。南都既没，犹望中兴。中兴望杳，安忍长存？卓哉我友，虞求、广成，勿斋、绳如，悫人、蕴生，愿言从之，握手九京。人谁无死，不泯者心。修身俟命，警励后人！”墓在今上海市松江区小昆山镇荡湾村。《明史》有傳。

## 著作

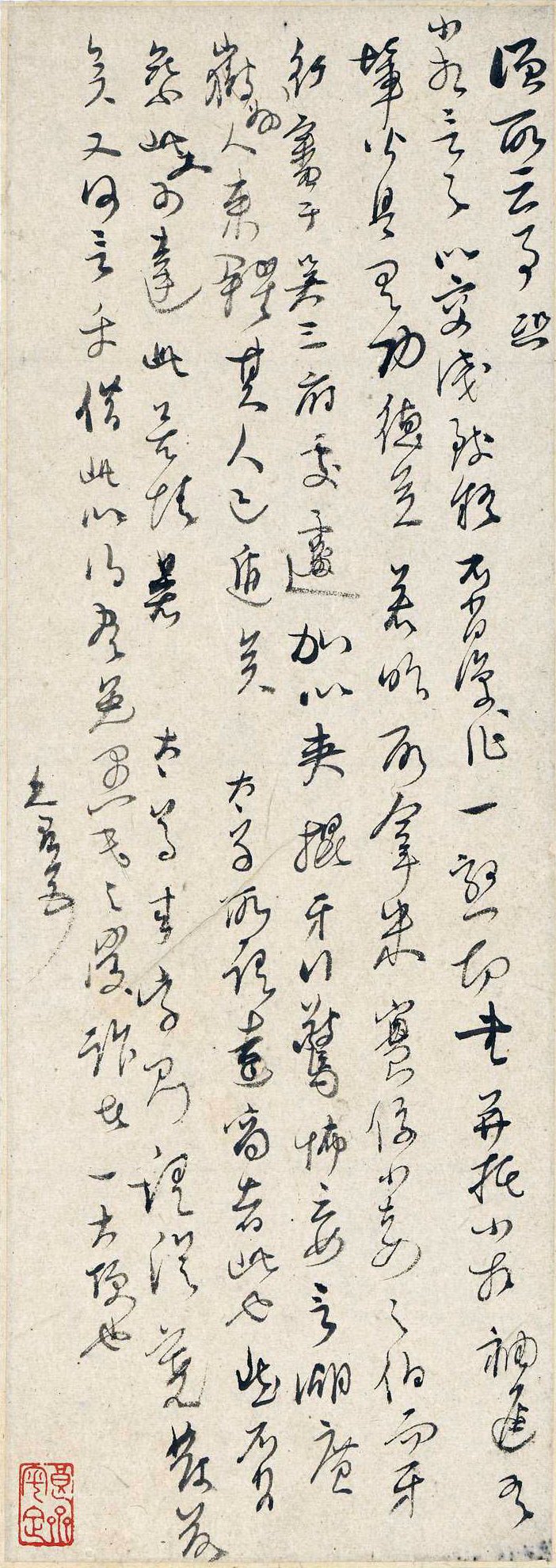
夏允彝草书手札

著有《夏文忠公集》、《私制策》、《幸存录》等。

## 家庭
曾祖夏凤；本生曾祖夏鵉；祖父夏简，寿官；父夏时正，增生、乡宾。
- 妻子：盛氏
  - 女：夏淑吉，嫁侯洵，生子侯檠。
- 妾室：陸氏
  - 子：夏完淳
  - 女：夏惠吉

有兄夏之旭。